# 중국소설사략
중국소설사략은 루쉰의 중국 전통 문학에 대한 개관으로 1925년 출판되어 일본어, 한국어, 독일어로 번역되었고, 1959년에는 영어로 번역되었다. 이 책은 중국의 신화와 전설부터 육조의 지괴소설, 송나라와 당나라의 전기소설, 그리고 이후 원명청대의 소설을 개관하였다.

## 역사
1920년 베이징 대학은 루쉰을 초청하여 중국문학사 과정을 개설하였다. 그의 강의 노트에 기초한 초안은 1923년과 1924년에 두 부분으로 나누어 발행된 후, 1925년에 합쳐져 5번 재인쇄되었다. 루쉰은 1930년에 이것을 정리하여 책으로 출판하였다. 이 작품은 즉시 일본어로 번역된 후 수십 년 동안 일본어로 재번역 되었고, 이후 영어, 독일어 및 한국어로 번역되었다.  